# Alfred Petersson i Påboda
Per Alfred Petersson i Påboda, född 25 juni 1860 i Söderåkra i Kalmar län, död där 11 oktober 1920, var en svensk liberal bondepolitiker, riksdagsledamot, jordbruksminister 1905, 1906–1909, 1911–1914 och 1917–1920, utnämnd till landshövding i Stockholms län den 10 mars 1920, men avliden före tillträdet. Han var far till statsrådet Torsten Petersson, till häradshövding Sture Petersson och till riksdagsmannen Knut Petersson.

## Biografi
Alfred Petersson genomgick södra Kalmar läns folkhögskola (1876–78) och Vinslövs missionsskola (1884–85) och övertog 1886 skötseln av fädernegården Påboda, som han inköpte 1887 och drev upp och förbättrade. Han gjorde sig snart känd i Kalmar län för duglighet och energi, blev landstingsman i Kalmar läns södra landsting 1894. År 1896 valdes han till Nils Petersson i Runtorp efterträdare i andra kammaren för Södra Möre domsagas östra valkrets. I andra kammaren, som han tillhörde 1897–1908, gjorde han sig snart bemärkt genom bestämt uppträdande och sin talekonst. Det dröjde inte många år innan Petersson fick en inflytelserik ställning inom Lantmannapartiet. Han blev 1900 suppleant i statsutskottet, var dess ordinarie ledamot 1903–05 samt tillhörde vid första urtima riksdagen 1905 särskilda utskottet för unionsfrågan.
Vid regeringen Lundebergs bildande 2 augusti samma år blev han jordbruksminister och därigenom "den förste bonden i konungens råd". Vid ministärens avgång i november samma år avgick även han. Han var ledamot av lagutskottet under riksdagen 1906, ingick vid Nationella framstegspartiets bildande i detsamma och invaldes i dess förtroenderåd. Genom den av honom, Pehr Pehrson i Törneryd, Hans Andersson i Nöbbelöv och Ernst Lindblad med flera väckta motionen om proportionella val även till första kammaren och nedsättning av röstmaximum vid kommunalval gjorde han i rösträttsfrågans behandling vid samma riksdag ett inlägg, som blev av stor betydelse. Till förslaget, efter honom kallat "Påbodaförslaget", anslöt sig nämligen i huvudsak såväl konstitutionsutskottets majoritet som första kammaren, och härigenom gavs ett uppslag till den Lindmanska regeringens rösträttsproposition 1907. Petersson mottog vid regeringen Staaffs avgång i maj 1906 av kronprinsen uppdrag att bilda ministär, men avböjde detta och övertog i stället, 29 maj samma år, vid regeringen Lindmans bildande jordbruksdepartementet. Den uppseendeväckande meningsskiljaktighet, som uppstod mellan honom och Lindman angående tillämpningen av § 46 i riksdagsordningen, föranledde emellertid Petersson att 17 mars 1909 jämte Eric Trolle och Gustaf Roos utträda ur ministären, vilket åter bidrog till ett närmande mellan honom och liberalerna.
Han anslöt sig slutligen öppet till det liberala partiet och invaldes som liberal kandidat för Gävleborgs läns valkrets i första kammaren hösten 1910, men utbytte 1911 denna plats mot en för Jönköpings läns valkrets. Han satt kvar för denna valkrets till förstakammarvalet 1919, då han bytte till Stockholms läns valkrets i första kammaren.
Petersson deltog verksamt i den liberala valrörelsen 1911, ingick som jordbruksminister i den andra Staaffska ministären 7 oktober 1911 och avgick med denna 17 februari 1914. I Frisinnade landsföreningen var Petersson 1916–1920 ordförande i verkställande utskottet, ledamot av förtroenderådet från 1910 och dess vice ordförande från 1917. I Liberala samlingspartiets förtroenderåd var han ledamot från 1910 och 1916–17 vice ordförande för partiets förstakammargrupp. Vid årsskiftet 1919–1920 angreps Petersson av en svår influensa, som följdes av komplikationer och hindrade honom att vidare ta del i regeringsarbetet. Han avgick jämte ministärens övriga liberala ledamöter 6 mars 1920, utnämndes snart därefter till landshövding i Stockholms län, men kunde på grund av sjukdom aldrig utöva ämbetet. Petersson avled på sin gård 11 oktober 1920.
Petersson blev ledamot av Kungliga Lantbruksakademien 1906 och hedersledamot där 1919.

## Utmärkelser
- Kommendör av första klassen av Nordstjärneorden, 6 juni 1907.[2]